# مدير التطوير
مدير تطوير أو مدير التنمية هو كبير مديري جمع التبرعات ل منظمة غير هادفة للربح، شركة, أو مؤسسة. يعمل المنصب بشكل وثيق مع كبير المسؤولين الماليين (CFO) أو أمين الصندوق. مدير التطوير مسؤول بشكل رئيسي عن جلب تدفقات الإيرادات إلى مؤسسة غير ربحية (المنح والتبرعات والمناسبات الخاصة), والمدير المالي هو المسؤول عن الإدارة المالية للمنظمة. نادرًا ما يتم تعيين المدير المالي لكتابة سرديات المنحة، ولكن قد يشرف على قسم الميزانية في طلب المنحة أو التقرير المالي للمنحة. بعض المنظمات الكبيرة (خاصة تلك التي لديها منح حكومية كبيرة) لديها مدير منح بالإضافة إلى كاتب منح / مدير تطوير. يساعد مدير المنح المدير المالي في تقارير المنح والمحاسبة المتعلقة بالمنح. عادةً ما يتقاضى مدير التطوير أجرًا لقاء عمله, وفي أفضل الممارسات للمنظمات غير الربحية, يحصل مديرو التطوير على رواتب. لا تزال المنظمات المهنية تعتبر اللجان غير أخلاقية مثل رابطة محترفي المنح (GPA) ورابطة محترفي جمع الأموال (AFP), لكن ممارسة المكافآت القائمة على العمولة تعتمد على حالة الاقتصاد.
يتمثل دور مدير التطوير في تطوير وتنفيذ خطة إستراتيجية لجمع الأموال الحيوية لمنظمتهم بطريقة فعالة من حيث التكلفة وموفرة للوقت. ومع ذلك، فإن المسؤولية الأساسية لمدير التنمية هي الإشراف على جمع الأموال، وليس جمع الأموال فعليًا. قد يكتب هذا الشخص المنح، والمؤسسات البحثية والشركات، ويشرف على استراتيجيات جمع التبرعات الأخرى أو ينفذها، لكنه يعمل غالبًا خلف الكواليس، ويؤسس هيكلًا لجمع التبرعات بشكل فعال. قد يكون مدير التطوير مسؤولاً أيضًا عن المسؤوليات المالية الإضافية، بما في ذلك تطوير خطط العمل أو الخطط الإستراتيجية بالتعاون مع مجلس الإدارة لمستقبل المنظمة. عادة ما يكون مدير التطوير مسؤولاً أمام المدير التنفيذي أو رئيس العمليات أو المدير المالي. غالبًا ما يقدم مجلس الإدارة اقتراحات وأفكارًا حول كيفية زيادة جمع الأموال، بما في ذلك جهات الاتصال، ويختار مدير التطوير كيفية تنفيذ هذه الأفكار لزيادة التدفق إلى الحد الأقصى مع الحفاظ على التدفق الخارجي عند الحد الأدنى والحفاظ على سعادة المتبرعين. غالبًا ما يكون لدى مجلس الإدارة القوي لجنة تنمية / جمع تبرعات، ويقدم تبرعات شخصية للمنظمات غير الهادفة للربح، ويساعد في الحملات السنوية.
مدير التطوير لديه دور التوعية في المنظمة وغالبا ما يؤدي دور الشؤون العامة بالإضافة إلى العمل القائم على المكتب. يقوم مديرو التنمية بتحفيز وإرضاء المانحين وأعضاء مجلس الإدارة والموظفين وحتى الصحافة. يساعد العديد من مديري التطوير في الاتصالات مثل التقرير السنوي للمنظمات غير الربحية وقسم التطوير والاتصالات في الموقع الإلكتروني والنشرات الإخبارية وقواعد بيانات المانحين.
يختلف هيكل قسم التطوير بشكل كبير. قد يكون أو لا يكون لدى مدير التطوير موظفون يقدمون تقاريرهم إليه، اعتمادًا على حجم المنظمة. بعض المؤسسات غير الربحية الكبيرة لديها فريق تطوير بما في ذلك كاتب المنح، وأخصائي قاعدة بيانات المانحين، ومدير المنح، ومنسق المناسبات الخاصة، وموظفي الاتصالات، وموظفي التخطيط. في بعض الحالات، يعمل المدير التنفيذي ككاتب المنح الرئيسي للمؤسسة. تقوم بعض المؤسسات غير الربحية بتعيين موظفين تطوير على أساس دوام جزئي أو استشاري، بدلاً من بدوام كامل.
متوسط الأجر لمديري التطوير في الولايات المتحدة حوالي 62,000 دولار سنويًا. يتراوح إجمالي التعويضات النقدية من 40,000 دولار إلى 100,000 دولار ؛ يتضمن الرقم النهائي إمكانية الحصول على ما يقرب من 10,000 دولار لكل من المكافآت ومشاركة الأرباح في حالات استثنائية. في حين أن الجغرافيا وسنوات الخبرة تؤثر على هذه المجموعة، فإن المنظمة هي العامل الأكثر تأثيرًا. تتأثر أرباح هذه المجموعة في الغالب بالمنظمة المعينة، تليها المدينة المعينة والمدة.
كما يوحي العنوان، فإن مدير التطوير مهتم بنمو المنظمة. يتضمن ذلك الموظفين والعضوية والميزانية وأصول الشركة وجميع موارد الشركة الأخرى، للمساعدة في الاستفادة منها على أفضل وجه وزيادة ربحية المنظمة وملفها الشخصي.

## روابط خارجية
http://www.raise-funds.com/1999/a-development-director-needs-more-than-a-smile-and-a-shoeshine-but-its-a-good-start/